# Национальный олимпийский комитет Республики Казахстан
Национальный Олимпийский комитет Республики Казахстан (каз. Қазақстан Республикасы Ұлттық Олимпиадалық комитеті) — организация, представляющая Казахстан в международном олимпийском движении. Основан в 1990 году; зарегистрирован в МОК в 1993 году.
Штаб-квартира расположена в Астане. Является членом Международного олимпийского комитета, Олимпийского совета Азии и других международных спортивных организаций. Осуществляет деятельность по развитию спорта в Казахстане.
В своей деятельности НОК РК руководствуется Олимпийской хартией МОК, Конституцией, Законами Республики Казахстан и Уставом НОК РК.

## Структура
Руководящими органами НОК РК являются:
- сессия НОК РК
- исполком НОК РК
- президент НОК РК.

Высшим руководящим органом НОК РК является сессия, которая проводится один раз в год. В период между сессиями деятельностью НОК РК руководит исполнительный комитет НОК РК. В состав исполкома входят:
- президент НОК РК
- генеральный секретарь
- первый вице-президент
- вице-президенты
- члены МОК — граждане Республики Казахстан, члены исполкома.

## Президенты НОК РК
| № | Фамилия, имя, отчество              | начало полномочий | конец полномочий   |
| - | ----------------------------------- | ----------------- | ------------------ |
| 1 | Досымбетов Тимур Камалович          | 1990 год          | 1993 год           |
| 2 | Акпаев Аманча Сейсенович            | 1993 год          | 2002 год           |
| 3 | Алиев Рахат Мухтарович              | 2002 год          | 2002 год           |
| 4 | Досымбетов Тимур Камалович          | 2002 год          | 2006 год           |
| 5 | Досмухамбетов Темирхан Мынайдарович | 2006 год          | 2015 год           |
| 6 | Кулибаев Тимур Аскарович            | 2015 год          | 2024 год           |
| 7 | Головкин Геннадий Геннадьевич       | 2024 год          | по настоящее время |